# Fifas rotationssystem

FIFA:s kontinentalförbund.

Fifas rotationssystem är ett sätt att säkra att arrangörskapet av VM i fotboll roterar mellan FIFA:s sex olika kontinentalförbund, där länderna i sin tur ansökersom vanligt.

## Historik

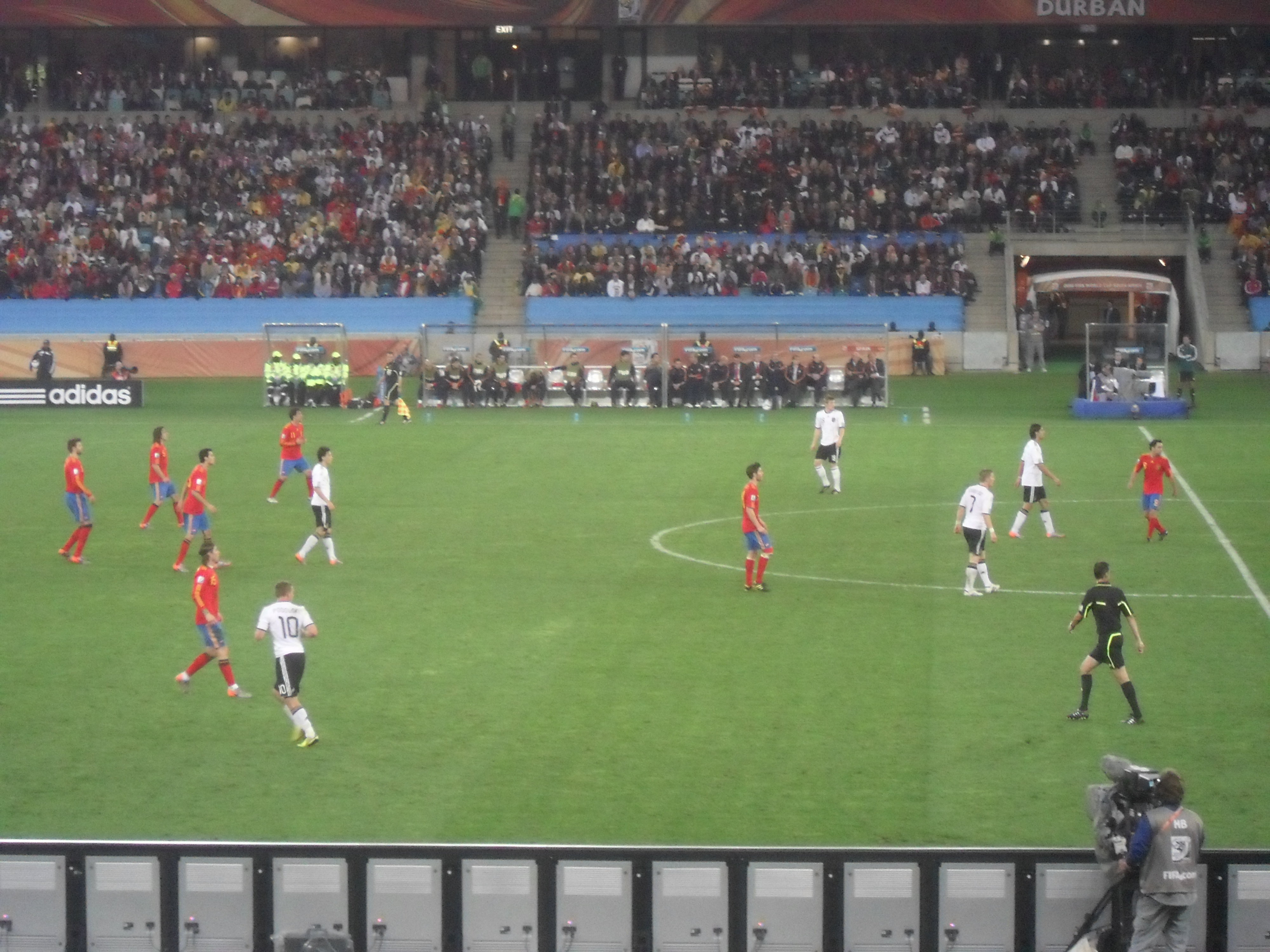
VM i Sydafrika 2010 var den första turneringen som spelades utefter rotationssystemet.

Under 1930-talet talades det om att skifta arrangörskapet mellan Amerika och Europa varannan gång. Detta kom i praktiken, med några få undantag, att tillämpas fram till VM 2002. Turneringen i Japan och Sydkorea innebar nämligen att VM för första gången spelades utanför Amerika eller Europa.
Efter att Tyskland i juli år 2000 tilldelats arrangörskapet för VM 2006 införde FIFA ett rotationssystem, som tillämpades då Sydafrika tilldelades arrangörskapet av VM 2010, och då Brasilien tilldelades arrangörskapet av VM 2014.
Den 29 oktober 2007 beslutade FIFA att avskaffa det ursprungliga rotationssystemet. Flera av UEFA:s medlemsländer var mycket kritiska mot systemet, eftersom det hade inneburit att VM spelats i Europa vart 24:e år. Dock kommer även i fortsättningen den kontinent som hade VM senast inte få söka kommande två VM.